# ヘミング (デンマーク王)
ヘミング（Hemming）は、デンマーク王（在位：811年 - ?）。おじのゴズフレズの後をついでデンマーク王となり、フランク王国と国境をアイダー川に定めた（イザー河畔の平和）。